# Julio Le Parc
Julio Le Parc, född 23 september 1928 i Mendoza, Argentina, är en argentinsk skulptör.

## Biografi
Le Parc utbildade sig vid School of Fine Arts i Buenos Aires och blev intresserad av gruppen Arte Concreto-Invención och Fontanas Spazialismos rörelse. Han reste till Paris på ett franskt stipendium med Sobrino 1958 och har sedan varit verksam i Paris och Cachan i Frankrike.
I en reaktion mot tachism med utgångspunkt i arbeten av Vasarely, Mondrians skrifter och traditionen av konstruktivism, började han 1959 göra abstrakta målningar baserade på förutbestämda system, först i svart-vitt och sedan i färg.  
Le Parc är en föregångare inom den moderna konsten och har helt ägnat sig åt kinetisk konst och laborerat med optiska effekter, t. ex. mobiler med speglar som rör sig och förvrider synbilden. Han var 1960 en av grundarna av Groupe de Recherche d’Art Visual och fick motta stora priset för en målning på den 33:e Venedigbiennalen 1966.
Som en socialt medveten konstnär utvisades han från Frankrike i maj 1968, efter att ha deltagit i Atelier Populaire och dess protester mot de stora institutionerna.
Le Parc har varit en försvarare av mänskliga rättigheter och kämpade mot diktaturer i Latinamerika. År 1972 vägrade han att hålla en retrospektiv utställning på Musée d’Art Moderna de la Ville de Paris, efter att ha singlat slant om beslutet.
År 2013 fick han göra en separatutställning på Palais de Tokyo i Paris.
2015-2016 visades Julio Le Parc's verk i separatutställningen Lumière på Bildmuseet, Umeå Universitet, från 2015-11-22 till 2016-04-17 